# Miastków
Miastków – osada (dawniej miasto) w Polsce położona w województwie mazowieckim, w powiecie garwolińskim, w gminie Miastków Kościelny.
Miastków uzyskał lokację miejską w 1482 roku, zdegradowany przed 1540 rokiem.
Nazwa miejscowości została zniesiona z 2022 r.